# Загороднее (Черниговская область)
Загороднее (укр. Загороднє; до 2025 года — Алёшинское) — село, расположенное на территории Черниговского района Черниговской области (Украина). Находится в 5 км к северу от райцентра Городни. Население — 357 чел. (на 2006 г.).
Ближайшая ж/д станция — Городня, 3 км (напрямую, 9 км — по трассе через Городню).
Адрес совета: 15106, Черниговская обл, Городнянский р-он, Городня, ул. Троицкая,13 , тел. 2-18-08.